# Сикс Мајл (Јужна Каролина)
Сикс Мајл (енгл. Six Mile) град је у америчкој савезној држави Јужна Каролина.

## Демографија
По попису из 2010. године број становника је 675, што је 122 (22,1%) становника више него 2000. године.
| Група             | 2000.       | 2010.       |
| Белци             | 534 (96,6%) | 653 (96,7%) |
| Афроамериканци    | 11 (2,0%)   | 8 (1,2%)    |
| Азијати           | 4 (0,7%)    | 4 (0,6%)    |
| Хиспаноамериканци | 6 (1,1%)    | 5 (0,7%)    |
| Укупно            | 553         | 675         |